# Terebella sarsii
Terebella sarsii är en ringmaskart som beskrevs av Grube 1878. Terebella sarsii ingår i släktet Terebella och familjen Terebellidae. Inga underarter finns listade i Catalogue of Life.